# IC 1587
IC 1587 ist eine linsenförmige Galaxie vom Hubble-Typ S0 im Sternbild Walfisch südlich der Ekliptik. Sie ist schätzungsweise 759 Mio. Lichtjahre von der Milchstraße entfernt und hat einen Durchmesser von etwa 315.000 Lichtjahren.

Im selben Himmelsareal befinden sich u. a. die Galaxien IC 1582 und IC 1588.
Das Objekt wurde am 3. November 1898 von DeLisle Stewart entdeckt.